# Courances
Courances település Franciaországban, Essonne megyében. Lakosainak száma 336 fő (2022. január 1.). Courances Dannemois, Cély, Fleury-en-Bière, Milly-la-Forêt és Moigny-sur-École községekkel határos.

## Népesség
A település népességének változása:
| Lakosok száma | 346  | 345  | 354  | 342  | 341  | 337  | 332  | 325  | 336  |
|               | 2013 | 2015 | 2016 | 2017 | 2018 | 2019 | 2020 | 2021 | 2022 |